# Kungur
Kungur (oroszul: Кунгур) város Oroszország európai részén, a Permi határterületen, a Szilva folyó partján. Járási székhely.
Lakossága: 66 074 fő (a 2010. évi népszámláláskor).

## Fekvése
Az Urál előhegyeiben, a Szilva folyó két partján, két mellékvize: az Ireny és a Sakva folyók torkolatánál helyezkedik el, Perm-től 84 km-re délkeletre. Távolsága Moszkvától 1533 km, Jekatyerinburgtól 280 km. A város az erdős sztyepp övben fekszik, környéke tagolt, karsztos vidék.
Éghajlata kontinentális, hosszú és hideg téllel. A januári középhőmérséklet –15,7 °C, a júliusi 18,1 °C. A csapadék évi mennyisége 490 mm, ennek legnagyobb része a meleg évszakokban hull. A vegetációs időszak 150 napig tart.

## Történeti áttekintés
Eredetileg 1648-ban, az Ireny folyón valamivel följebb, a Kungurka folyó partján alapították, innen kapta nevét. 1662-ben a települést baskír és tatár csapatok teljesen elpusztították. Kungurt 1663-ban mai helyén újra megalapították és a két folyó találkozása fölött emelkedő dombon erődöt (kremlt) építettek. Az erődöt 1774-ben Pugacsov felkelő csapatai sem tudták bevenni. A 19. század elején lebontották.
A 18. század közepén az Urál egyik legnagyobb települése, itt volt a Perm-vidéki bányaüzemek felügyelősége. 1781-től város, járási székhely a Permi kormányzóságban. A század végén fontos állomás az Urálon át Szibériába vezető úton (postaúton). 
Első bőrgyárát 1724-ben alapították, később a település a kormányzóság bőriparának központja lett. 1890-ben a városban száznál több gyár és üzem, köztük huszonöt bőrgyár és nyolc bőrárukat készítő üzem működött, virágzott a kézművesipar, a cipő-, kesztyű-, bőrkabátkészítés. A bőriparral együtt járó zsírolvasztó- és szappanfőző üzemek is működtek.
Híresek voltak évente háromszor tartott nagy vásárai. A környék földjein termett gabonát
vízi úton: a Szilva, a Csuszovaja, a Káma folyókon szállították Perm, Cserdiny, Szolikamszk városokba. A kereskedelem fontos árucikke volt a lenmag, (lenmagolaj) és a zsír is. A Kínából szállító néhány itteni tea nagykereskedő (A. SZ. Gubkin, M. I. Gribusin) révén a 19. században Kungur a teakereskedelem egyik oroszországi központjának számított.  
1909-ben megnyitották a város vasútállomását a Perm–Jekatyerinburg közötti szakaszon, amely a  transzszibériai vasútvonal része.

## Gazdaság, közlekedés
A város gazdaságában a gépipar, az élelmiszeripar és az építőanyagipar számottevő.
1877-ben A. SZ. Gubkin nagykereskedő adományából szakiskolát nyitottak. Ennek tanműhelye szolgált alapul a helyi gépgyár megalakításához, melyben 1933-ban indult meg a termelés. Kezdetben különféle markológépeket készítettek, a második világháború után álltak át a fúróberendezések gyártására. Aggregátorokat, önjáró fúróberendezéseket és alkatrészeket állítanak elő.
2003-ban kezdte meg működését a KNAUF német építőanyagipari cég „KNAUF Gipsz Kungur” nevű leányvállalata. Az élelmiszeripar legnagyobb vállalata a húskombinát.
Kungur a transzszibériai vasútvonal egyik állomása, így kényelmes és közvetlen összeköttetése van a két közeli nagyvárossal, Permmel és Jekatyerinburggal. A két város közötti főközlekedési út is a városon halad keresztül.  

## Múzeuma
A helytörténeti múzeum alapítását 1909-ben határozták el, első kiállítását 1911-ben nyitották meg. A múzeumot 1936-ban bezárták, négy évvel  később újra megnyitották, az évek során többször átköltöztették. Végül 1955-ben az egykori városi magisztrátus épületében (1758–1762) kapott helyet. 2006-ban képzőművészeti részleggel, a következő évben a városi kereskedelem történetét bemutató részleggel bővült, ezeket külön épületekben rendezték be.

## Nevezetességei
- Kereskedői udvar (1865–1867).

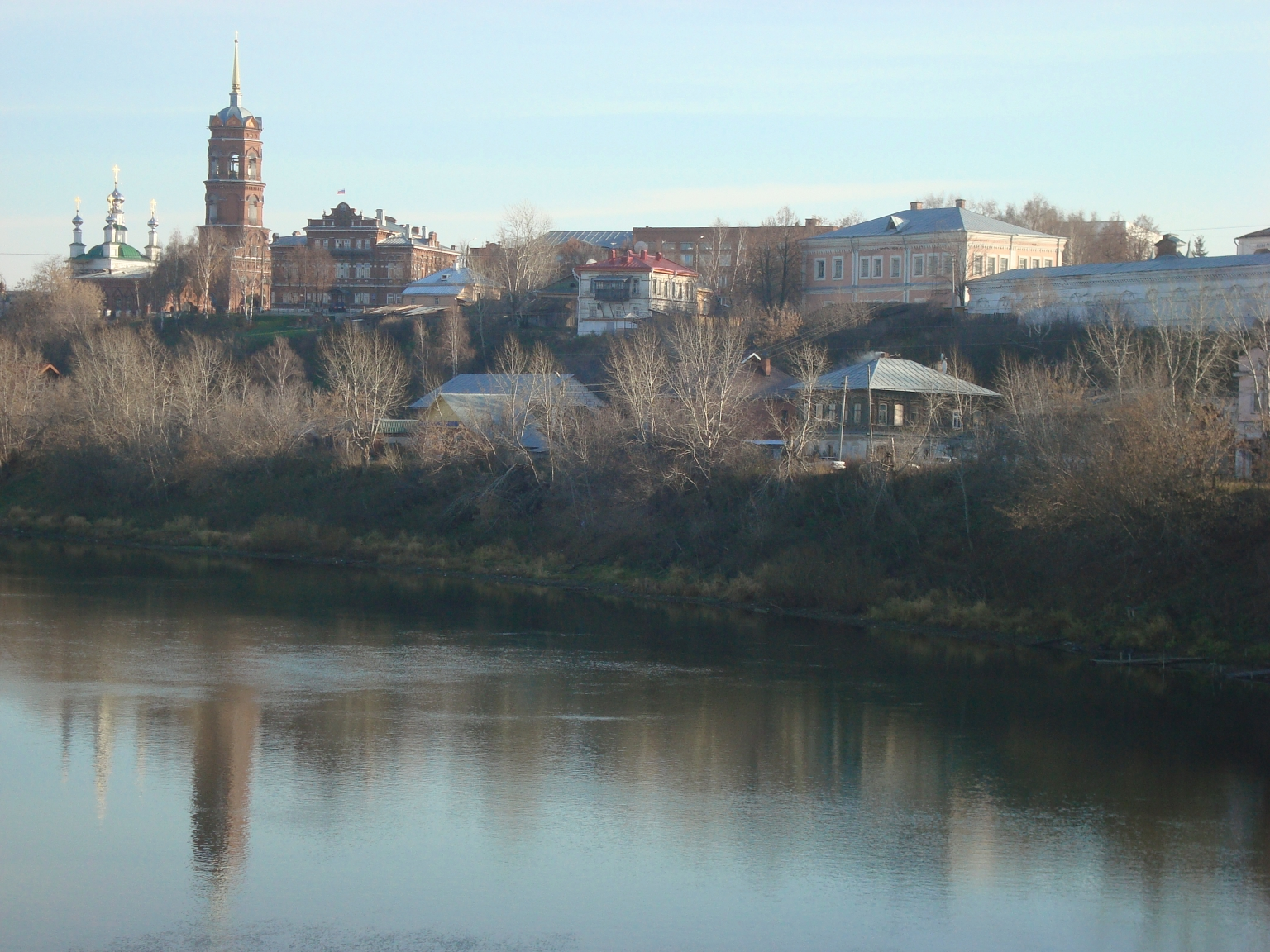
A város központi része a Szilva folyó hídjáról nézve (2010. október).

- Kis kereskedői udvar (1874), M. I. Gribusin teakereskedő építtette. Itt nyitották meg 2007-ben a múzeum kereskedelem-történeti részlegének kiállítását.
- Több műemlék 19. századi kereskedőház.
- Jégbarlang. A Kungur közelében, a Szilva folyó jobb partján található jégbarlang 5,7 km hosszú. Ennek 1,5 km-es kiépített része látogatható. Az Urál legszebb barlangjának számít.
- A kunguri a kora perm földtörténeti kor egyik korszaka, mely a városról kapta nevét.
- Kunguri Évkönyv. Szemjon Remezov, Szibéria kartográfusa és történetírója 1703-ban Kungurban járva ráakadt egy itt keletkezett évkönyvre, amely Jermak és kozákjai szibériai hódítóútját írja le. Az írás, melyből Remezov részleteket épített be a már készülő történeti művébe, a város neve után Kunguri Évkönyv (Letopisz Szibirszkaja kratkaja Kungurszkaja) néven vált ismertté.[5]